# Jack Gilford
Jack Gilford (Nueva York, 25 de julio de 1908 - Ibidem, 4 de junio de 1990) fue un actor teatral, cinematográfico y televisivo estadounidense.

## Inicios
Su verdadero nombre era Jacob Aaron Gellman, y nació en el Lower East Side de Manhattan, en la ciudad de Nueva York. Se crio en Williamsburg, en Brooklyn, siendo sus padres los inmigrantes judíos de origen rumano Sophie "Susksa" Jackness, propietaria de un restaurante, y Aaron Gellman, un peletero. Gilford era el segundo de tres hermanos, siendo Murray ("Moisha") el mayor, y Nathaniel ("Natie") el menor.
Gilford fue descubierto por su mentor, Milton Berle, mientras trabajaba en una farmacia. Empezó como imitador y, mientras actuaba en el teatro de aficionados, compitió con otros jóvenes de talento, entre ellos Jackie Gleason. 
Su primera actuación en el cine fue en un corto titulado Midnight Melodies, en el cual hacía imitaciones de George Jessel, Rudy Vallee y Harry Langdon. Además, desarrolló imitaciones únicas que pasaron a ser su marca personal, entre ellas la que hacía de una "sopa de guisantes hirviendo furiosamente", y en la que únicamente utilizaba su cara. Otras imitaciones poco comunes fueron la de luz fluorescente en una habitación oscura, la de John D. Rockefeller imitando a Jimmy Durante, o las imitaciones de animales.

## Carrera
En 1938 Gilford fue el maestro de ceremonias del nightclub neoyorquino "Cafe Society". Hacía una mezcla única de teatro Yidis, vodevil y Burlesque, e inició la tradición del monólogo, tal y como lo utilizaron posteriormente comediantes como Lenny Bruce y Woody Allen.
Una de las especialidades de Gilford era la pantomima, talento que el director George Abbott aprovechó seleccionando a Gilford para interpretar al Rey Sextimus en Once upon a Mattress (representada en Nueva York, fuera del circuito de Broadway, en 1959). En esta producción Gilford compartía el escenario con una joven Carol Burnett, retomando ambos sus papeles en dos versiones televisivas independientes, emitidas en 1964 y 1972.
Gilford ganó diversos premios´y fue nominado a varios Tony, uno al mejor actor de reparto por su papel de Hysterium en A Funny Thing Happened on the Way to the Forum (1963), y otro por su Herr Schultz en Cabaret (1966). También fue nominado al Oscar al mejor actor de reparto en 1973 por su papel de Phil Green en Salvad al tigre (su compañero de reparto, Jack Lemmon, ganó el Oscar al mejor actor). 
La carrera de Gilford descarriló durante un tiempo en la década de 1950, en la era del Macarthismo. Era un activista que había hecho campaña a favor del cambio social, la integración racial y los sindicatos, apoyando social y políticamente a la causa izquierdista, al igual que hacía su mujer, la actriz Madeline Lee Gilford. A causa de sus simpatías, el matrimonio se vio mencionado por el coreógrafo Jerome Robbins en su testimonio ante el Comité de Actividades Antiestadounidenses, viéndose la pareja obligada a declarar ante el mismo en 1953. A causa de ello tuvieron dificultades para encontrar trabajo durante casi todo el resto de la década 1950, al haber sido incluidos en la lista negra de Hollywood. A fin de poder salir adelante, Jack y Madeline a menudo se vieron forzados a pedir préstamos a sus amistades.
Gilford volvió a encontrar trabajo a finales de los años cincuenta e inicios de los sesenta, al finalizar la era McCarthy. Así, fue de nuevo Hysterium en la versión de 1962 de la obra teatral A Funny Thing Happened on the Way to the Forum. En la producción trabajaba junto a su buen amigo Zero Mostel. Irónicamente, esta producción estaba coreografiada por Jerome Robbins, que había testificado contra Gilford en 1953.
En Broadway trabajó con éxito en obras como Drink To Me Only, Romanoff and Juliet y El diario de Ana Frank. Posteriormente disfrutó de éxitos en el cine y en la televisión, así como en una serie de comerciales de Cracker Jack emitidos a nivel nacional. Algunos de sus trabajos más recordados fueron llevados a cabo en series televisivas, con numerosas intervenciones como artista invitado. Entre las más destacadas figuran las siguientes:
- Superagente 86 (1969), en el papel de Simon el Simpático
- Soap (1979), papel recurrente como Saul, un Viejo de 4000 años de edad abducido por los alienígenas
- Taxi, (1979, 1981), dos intervenciones como "Joe Reiger", el padre de "Alex Reiger", personaje interpretado por Judd Hirsch. En uno de esos episodios Gilford hizo su imitación de la "sopa de guisantes hirviendo furiosamente".

Otras series en las que actuó fueron The Golden Girls (1988, 1990), The Defenders, All in the Family, The Duck Factory, Rhoda, Night Court y Car 54, Where Are You?. 
En 1979 Gilford ganó el Emmy por su actuación como artista invitado en la serie infantil La Gran Canica Azul.
Gilford y su esposa, Madeline Lee Gilford, crearon un Especial Jack Gilford en 1981 para el canal televisivo canadiense CBC Television. Tras cuarenta años trabajando en los night club, Gilford trasladó estas actuaciones a otros medios, con intervenciones en el Teatro Paramount de Denver, así como en el Town Hall de Nueva York.
Una de sus últimas actuaciones tuvo lugar en la serie televisiva de la American Broadcasting Company Thirtysomething, encarnando a un enigmático rabino.

## Vida personal
Gilford conoció a la actriz, y después productora Madeline Lee Gilford en reuniones políticas en el año 1947. Aunque ambos estaban casados en esa época, se divorciaron de sus cónyuges respectivos y se casaron en 1949, permaneciendo juntos a lo largo de 40 años, hasta el fallecimiento de Gilford en 1990. Ambos educaron a tres hijos: Lisa Gilford (del matrimonio previo de Madeline), productora; Joseph Edward Gilford, guionista, dramaturgo y director teatral; y Sam Max Gilford, artista y archivero.
Jack Gilford falleció en 1990, en su domicilio en Greenwich Village, tras tres años luchando contra un cáncer de estómago. Tenía 81 años de edad. Fue enterrado en el Cementerio Mount Hebron en Flushing, Queens, Nueva York.

## Actuaciones teatrales en Broadway
- Meet the People (1940–1941, revista musical)
- They Should Have Stood in Bed (1942, obra)
- Alive and Kicking (1950, revista musical)
- The Live Wire (1950, obra)
- The World of Sholem Aleichem (1953, obra representada en Nueva York, fuera del circuito de Broadway)
- El diario de Ana Frank (1955–1957, obra)
- Romanoff and Juliet (1957–1958, obra)
- Drink to Me Only (1958, obra)
- Look After Lulu (1959, obra)
- Once Upon a Mattress (1959, musical) – Gilford encarnó inicialmente al Rey Sextimus en el teatro ajeno a Broadway. Cuando la obra se trasladó al circuito de Broadway, el papel fue interpretado por Will Lee. Gilford, sin embargo, retomó el personaje en dos producciones televisivas del musical.
- The Tenth Man (1959–1961, obra)
- A Funny Thing Happened on the Way to the Forum (1962–1964, musical)
- Cabaret (1966–1968, musical)
- Three Men on a Horse (1969–1970, obra, reposición)
- No, No, Nanette (1971, reposición, musical)
- The Sunshine Boys (1973–1974, obra, reemplazado por Jack Albertson)
- Sly Fox (1976–1978, obra)
- The Supporting Cast (1981, obra)
- The World of Sholem Aleichem (1982, obra, reposición)

## Filmografía
| Año   | Film                                           | Papel                         | Observaciones |
| ----- | ---------------------------------------------- | ----------------------------- | ------------- |
| 1944  | Hey, Rookie                                    | Specialty                     |               |
| 1944  | Reckless Age                                   | Joey Bagle                    |               |
| 1959  | TV: The World of Sholem Aliechem               | Bontshe Shveig                |               |
| 1963  | TV: Cowboy and the Tiger                       | Tiger                         |               |
| 1964  | TV: Once Upon a Mattress                       | Rey Sextimus                  |               |
| 1966  | The Daydreamer                                 | Papá Andersen                 |               |
| 1966  | Mister Buddwing                                | Mr. Schwartz                  |               |
| 1966  | A Funny Thing Happened on the Way to the Forum | Hysterium                     |               |
| 1967  | Enter Laughing                                 | Mr. Foreman                   |               |
| 1967  | Who's Minding the Mint?                        | Avery Dugan                   |               |
| 1967  | The Incident                                   | Sam Beckerman                 |               |
| 1969  | TV: Arsénico por compasión                     | Dr. Jonas Salk                |               |
| 1970  | Catch-22                                       | "Doc" Daneeka                 |               |
| 1971  | They Might Be Giants                           | Wilbur Peabody                |               |
| 1972  | TV: Of Thee I Sing                             | Vicepresidente Throttlebottom |               |
| 1972  | TV: Once Upon a Mattress                       | Rey Sextimus                  |               |
| 1973  | Salvad al tigre                                | Phil Greene                   |               |
| 1976  | Tubby the Tuba                                 | voz: El Heraldo               |               |
| 1976  | Corto: Max                                     | Max                           |               |
| 1976  | Harry y Walter van a Nueva York                | Mischa                        |               |
| 1977  | The Doonesbury Special                         | voz                           |               |
| 1980  | Cheaper to Keep Her                            | Stanley Bracken               |               |
| 1980  | Wholly Moses                                   | Sastre                        |               |
| 1981] | TV: Goldie and the Boxer Go to Hollywood       | Wally                         |               |
| 1981  | El cavernícola                                 | Gog                           |               |
| 1983  | Anna to the Infinite Power                     | Dr. Henry Jelliff             |               |
| 1983  | TV: Happy                                      | Bernie Nelson                 |               |
| 1985  | Cocoon                                         | Bernard "Bernie" Lefkowitz    |               |
| 1985  | TV: Hostage Flight                             | Mr. Singer                    |               |
| 1986  | TV: Young Again                                | El ángel                      |               |
| 1988  | Arthur 2: On the Rocks                         | Mr. Butterworth               |               |
| 1988  | Cocoon: The Return                             | Bernard "Bernie" Lefkowitz    |               |

## Premios y distinciones
Premios Óscar
| Año  | Categoría              | Película        | Resultado |
| ---- | ---------------------- | --------------- | --------- |
| 1974 | Mejor actor de reparto | Salvad al tigre | Nominado  |